# Laboratoria
Laboratoria es una organización de impacto social que trabaja para lograr una economía digital más diversa, inclusiva y competitiva, que abra oportunidades para que cada mujer pueda desarrollar su potencial. Hace esto mediante bootcamps intensivos de entre cinco y seis meses -totalmente remotos- en habilidades técnicas y para la vida, dirigido a mujeres que aún no han podido comenzar una carrera profesional. Tras el programa, guía a las estudiantes para que logren empleos de calidad en la industria tech donde puedan comenzar sus carreras, e impulsa una comunidad de egresadas en la que se apoyan mutuamente en su crecimiento como futuras líderes del sector de tecnología. 

## Historia
Laboratoria nace con la misión de transformar la vida de miles de mujeres latinoamericanas a través de una carrera en tecnología. Empezó con un proyecto piloto de 15 estudiantes en Lima y ahora ya se han graduado más de 3.500 mujeres. 
Desde su lanzamiento en Lima, Perú, en el 2014, Laboratoria se ha expandido a Bolivia, Brasil, Chile, Colombia, Costa Rica, Ecuador, México, Panamá, Paraguay, y Uruguay. Hoy, gracias a que sus bootcamps y trabajo se hacen de manera remota, han podido llegar a más países de Latinoamérica y el mundo. Mujeres de distintas regiones y ciudades han podido cursar los bootcamps debido a la ausencia de limitaciones geográficas. También tiene un equipo de más de 120 personas trabajando diariamente para lograr un impacto social más grande en el continente.
Ha formado a más de 3.500 mujeres, logrando que alrededor del 79% de ellas estén en trabajos de tecnología en América Latina y más allá. También son una fuente de talento para más de 1.100 empresas líderes en diversos sectores e industrias, desde comercio y banca hasta logística y tecnología.

## Reconocimientos
- Mariana Costa fue reconocida en el ranking Merco 2023 Perú, por su trabajo de liderazgo en Laboratoria, en la categoría Tecnología.
- Mariana Costa fue seleccionada por Bloomberg (enlace roto disponible en Internet Archive; véase el historial, la primera versión y la última). dentro de su programa Catalysts, que destaca a fundadores, activistas, empresarios, formuladores de políticas, científicos, visionarios, e incluso representantes electos cuyo notable trabajo en los negocios, la filantropía y el gobierno, especialmente en los mercados emergentes, exige reconocimiento
- Laboratoria fue destacada como una de las empresas que deja huella en el ecosistema digital, en la categoría eWomen, del eCommerce Day Perú 2023, de la Cámara de Comercio de Lima. (2023 - Laboratoria)

- Gabriela Rocha recibió el premio de los Latin American Leaders Awards, de The Global School for New Leadership en 2022.

- Mariana Costa fue seleccionada por la revista Fortune en su ranking 40 Under 40, en la sección Tech and Innovation.

- Laboratoria fue reconocida como una de las 100 edtechs startups más prometedoras de América Latina y el Caribe por HolonIQ.

- Laboratoria fue seleccionada para ser parte del Informe Nacional de Empleo Inclusivo (INEI) 2022 en Colombia, en el marco de la convocatoria de casos de éxito.

- Forbes Perú ubica a Mariana Costa entre las 50 mujeres más poderosas del país en 2022. En el especial de la revista se resalta el aporte de las mujeres peruanas en distintas áreas, como  negocios, economía, academia, arte, ciencia y tecnología, entre otros sectores. Para elegir a las 50 mujeres, se evaluaron los recursos que administran en sus organizaciones y el impacto que generan en sus comunidades.

- Mariana fue elegida como una de las personas más influyentes, innovadoras y pioneras en fintech, e-commerce, política e infraestructura digital en el ranking RoW100: Global Tech’s Changemakers 2022.[1]
- McKinsey & Company reconoce a Mariana Costa dentro de su lista The Committed Innovator, que destaca a mujeres en áreas corporativas, académicas y del emprendimiento en distintos lugares del mundo que están creando innovadores avances en algunos de los temas más desafiantes en el planeta. Estas mujeres líderes están siendo pioneras, expandiendo fronteras y construyendo legados en agricultura, banca, belleza, educación, moda, salud y tecnología, 2022.[2]
- Mariana Costa es reconocida por Google.org como “Líder a seguir” en 2022. El brazo filantrópico de Google seleccionó a siete líderes en el mundo, entre quienes destaca la emprendedora peruana, única representante de Latinoamérica.[3]
- Laboratoria fue reconocida como una de las 100 edtechs - organizaciones de educación tecnológica- de Latinoamérica en 2021 por HolonIQ, plataforma de inteligencia que proporciona datos y análisis de desarrollos en el mercado global y que anualmente publica un ranking de las startups más prometedoras de la región. La evaluación se hizo luego de una revisión de más de 2000 edtechs.[4]
- Mariana Costa ha sido escogida por Project Management Institute (PMI), organización estadounidense que tiene cerca de 500.000 miembros en casi 100 países, como una de las ganadoras de Future 50 en 2021, donde figuran líderes emergentes que están creando, construyendo y transformando el mundo a través de proyectos notables, 2021.[5]
- Bloomberg en línea, el portal de noticias económicas de Latinoamérica presentó un listado de los 100 Innovadores de 2021, en el que seleccionaron a los latinos que durante la pandemia no sólo inventaron modelos, sino que corrigieron sus pasos y hasta reinventaron su hacer para adaptarse a este nuevo escenario económico y social.[6]
- Mariana Costa Checa es parte de la antología Wonderful Woman of the World 2021, que -en formato cómic- muestra el trabajo de sobresalientes mujeres alrededor del mundo.[7]
- Holon IQ 2020 Latam EdTech 100.[8]
- Transforming Lives Award - Alquity, 2019.[9]
- Women Leading in Technology and Impact, Engineering for Change, 2018.[10]
- TEDxPlaceDeNations Speaker, 2018.[11]
- Equals in Tech Award - ITU, UN, Internet Society, 2018.[12]
- Change Agent Abie Award - AnitaB.org - Grace Hopper Celebration, 2018.[13]
- Ashoka Fellow - Mariana Costa, as Cofounder and CEO, desde 2017 hasta la actualidad.[14]
- World Summit Awards, 2017.[15]
- MIT Inclusive Innovation Challenge - Winner Matching Category, 2016.[16]
- BBC - 100 Most Influential Women, 2016.[17]
- DAI Innovation Into Action Challenge, 2016.[18]
- Google Rise Awards, 2015.[19]